# Puto konoi
Puto konoi är en insektsart som beskrevs av Takahashi 1941. Puto konoi ingår i släktet Puto och familjen ullsköldlöss. Inga underarter finns listade i Catalogue of Life.